# Комаров, Виктор Ноевич
Ви́ктор Но́евич Комаро́в (1924 — 18 марта 2001) — советский и российский популяризатор науки, писатель-фантаст, журналист. Член Союза журналистов СССР. Член Академии космонавтики им. К. Э. Циолковского.

## Биография
Окончил физический факультет МГУ.
На протяжении многих лет работал сотрудником Московского планетария.
Умер 18 марта 2001 года в Москве.

## Творчество

### Научно-популярная литература
Активный популяризатор науки, автор около 50 научно-популярных и научно-художественных книг, в основном астрономической и атеистической тематики — «Новая занимательная астрономия» (1972; испр. 1983), «Занимательная астрофизика» (1984), «Быть мудрым без бога!..» (1986), «Непримиримое противостояние» (1988), «Путь к тайне» (1990) и других.

### Научная фантастика
Известен также своими научно-фантастическими произведениями.
Первая научно-фантастическая публикация — роман «По следам неведомого» (1959 — в соавторстве с А. Громовой), герои которого находят обломки звездолёта марсиан и восстанавливают историю космического полета его экипажа, попутно узнавая о жизни на Марсе.
Автор других научно-фантастических рассказов и повестей (некоторые — в соавторстве с В. Шрейбергом), которые часто использовались в качестве художественных иллюстраций в его научно-популярных книгах.
Один из организаторов и участников творческой лаборатории, писавшей фантастику под коллективным псевдонимом Павел Багряк.

### Переводы
Произведения Комарова переведены на английский, болгарский, венгерский, грузинский, китайский, корейский, монгольский, немецкий, польский, сербско-хорватский, словацкий, французский, чешский, японский языки.

## Публикации

### Научно-популярная литература
- Комаров В. Н. Как астрономы изучают небесные тела. — 1956. — 92 с.
- Комаров В. Н. Движения звёзд. — 1957. — 65 с.
- Комаров В. Н. Наука и миф. — М., 1960.
- Комаров В. Н. Чудесные явления на небе. — 1960. — 94 с.
- Комаров В. Н. Будет ли конец мира? — М.: Гос. изд-во полит. лит-ры, 1961. — 70 с.
- Комаров В. Н. Космос, бог и вечность мира. — М.: Гос. изд-во полит. лит-ры, 1963. — 213 с.
- Комаров В. Н. Человек и тайны вселенной. — М.: Мысль, 1966. — 206 с.
- Комаров В. Н. Сегодня вечером. — 1968. — 112 с.
- Комаров В. Н. Человек живет по-лунному: Oчерк // Вокруг света. — 1968. — № 2. — С. 18—21.
- Комаров В. Н. Загадка будущего. — М.: Московский рабочий, 1971. — 231 с.
- Комаров В. Н. Неисчерпаемость материи и современное естествознание. — М.: Знание, 1972. — 48 с.
- Комаров В. Н. [www.astro-cabinet.ru/library/knza/novaya-zanimatelnaya-astronomiya.htm Новая занимательная астрономия]. — 1972. — 279 с. — 80 000 экз.
- Комаров В. Н. По следам бесконечности. — М.: Знание, 1974. — 192 с. — (Жизнь замечательных идей).
- Комаров В. Н., Казютинский В. В. Вопросы мировоззрения в лекциях по астрономии. — 1974. — 242 с.
- Комаров В. Н. Атеизм и научная картина мира. Кн. для учащихся ст. классов. — М.: Просвещение, 1979. — 192 с. — (Мир знаний).
- Комаров В. Н. Вселенная видимая и невидимая: неизбежность всё более "странного мира". — М.: Знание, 1979. — 205 с.
- Комаров В. Н. Новая занимательная астрономия. — изд. 2-е, переработанное. — М.: Наука, 1983. — 208 с. — 200 000 экз.
- Комаров В. Н., Пановкин Б. Н. Человек познающий. — М.: Московский рабочий, 1983. — 218 с.
- Комаров В. Н., Пановкин Б. Н. Занимательная астрофизика. — 1984.
- Комаров В. Н. Быть мудрым без бога! — М.: Московский рабочий, 1986. — 238 с. — (Юность: твой большой мир). — 50 000 экз.
- Комаров В. Н. Непримиримое противостояние: Беседы со старшеклассниками о науке и религии. — М.: Педагогика, 1988. — 192 с. — 60 000 экз. — ISBN 5-7155-0096-6.
- Комаров В. Н. Путь к тайне. — 1990.
- Комаров В. Н. Тайны космических катастроф. — М.: Вече, 1999. — 495 с. — (Великие тайны). — ISBN 5783805254.
- Комаров В. Н. Час звездочета : Астрономия для любознательных. — М.: Детская литература, 2000.
- Комаров В. Н. Тайны пространства и времени. — М.: Вече, 2000. — 477 с. — (Великие тайны). — ISBN 5-7838-0711-7.
- Комаров В. Н. Чего мы не знаем о Вселенной. — М.: Наука/Интерпериодика, 2001. — 246 с. — ISBN 5-7846-0077-X.
- Комаров В. Н. Увлекательная астрономия. — М.: МАИК "Наука/Интерпериодика", 2002. — 382 с. — ISBN 5-7846-0076-1.

### Фантастическая литература
- Громова А. Г., Комаров В. Н. По следам неведомого. — М.: Трудрезервиздат, 1959. — 412 с. — 15 000 экз.
- Комаров В. Н., Шрейберг В. Ф. Блуждающая частота: Рассказ // Искатель. — 1961. — № 4. — С. 132—145.
- Комаров В. Н. Электронный бог: Ф рассказ // Наука и религия. — 1964. — № 7. — С. 16—23.
- Комаров В. Н. Шрейберг В. Ф.  Отступление хроноса // Земля и Вселенная: Сб / Редкол.: Д. Мартынов и др.; Сост. В. Комаров. — М.: Знание, 1966. — С. 266—284. — 287 с. — 50 000 экз.
- Комаров В. Н. Все может быть? // Земля и Вселенная. — 1970. — № 3.
- Комаров В. Н. Этюдное решение // Земля и Вселенная. — 1973. — № 2. — С. 72—76.
- Комаров В. Н. Божий суд: фантастический детектив // Наука и религия. — 1974. № 8. С. 78-87; № 9. С. 62-72; № 10. С. 75-82; № 11. С. 70-73.
- Комаров В. Н. Сказки: рассказ // Уральский следопыт. — 1975. — № 9. — С. 63—68.
- Комаров В. Н. Круг: Рассказ // Уральский следопыт. — 1976. — № 10. — С. 60—67.
- Комаров В. Н. Если бы знать заранее // Земля и Вселенная. — 1976. — № 6. — С. 68—74.
- Комаров В. Н. Тупик: НФ рассказ // Земля и Вселенная. — 1978. — № 2. — С. 84—89.
- Комаров В. Н. Шалун: НФ рассказ // Наука и техника (Рига). — 1981. № 5. С. 30-31; № 6. С. 30-31.
- Комаров В. Н. Двойная сенсация: Ф рассказ // Наука и техника (Рига). — 1982. — № 9. — С. 30—32.
- Комаров В. Н. Райская ловушка: НФ рассказ // Земля и Вселенная. — 1984. — № 6. — С. 51—58.
- Комаров В. Н. Неудачник: Рассказ // Земля и Вселенная. — 1988. — № 3. — С. 97—103.
- Комаров В. Н. Правило перевода: Рассказ // Земля и Вселенная. — 1989. — № 3. — С. 90—94.

#### На других языках
- Ariadna Gromowa, Wiktor Komarow. Na tropie tajemnicy. — Wydawnictwo Iskry, 1965. — 282 с.